# Juri Walentinowitsch Knorosow

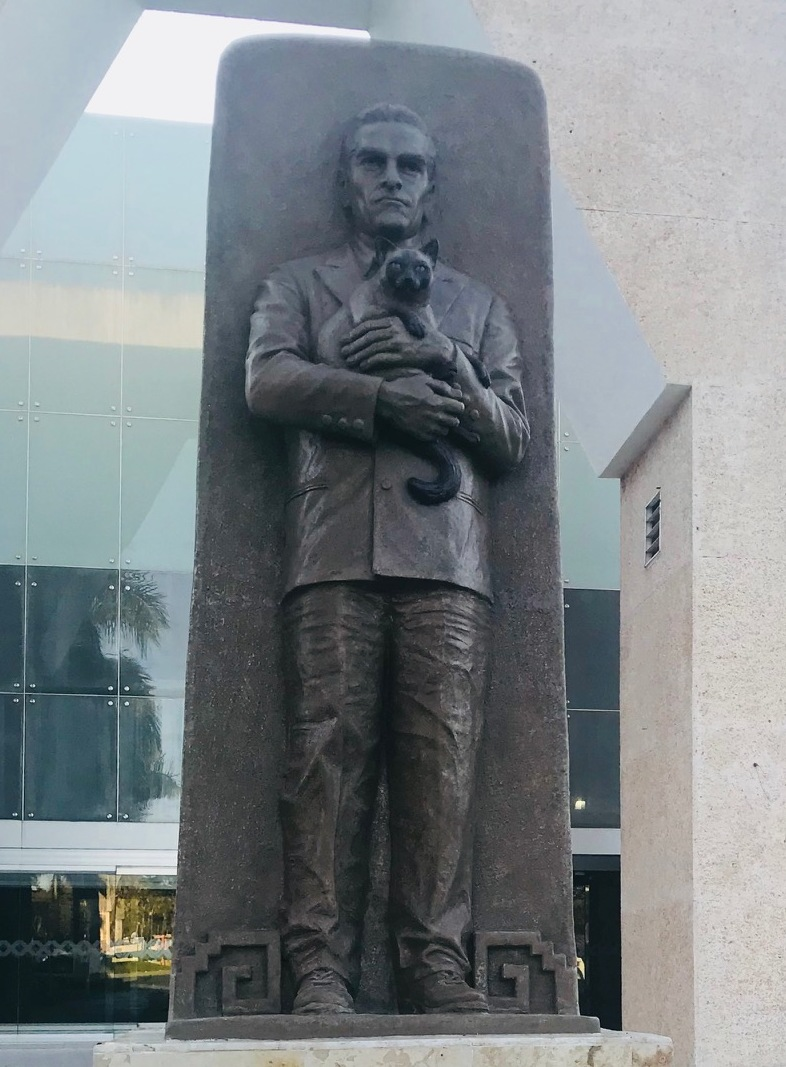
Ehrenmal für Knorosow in Mérida, Yucatán, Mexiko

Juri Walentinowitsch Knorosow (russisch Юрий Валентинович Кнорозов; * 19. November 1922 in Piwdenne nahe Charkow; † 30. März 1999 in Sankt Petersburg) war ein sowjetischer Ägyptologe, der 1952 einen phonetischen Ansatz zur Entzifferung der Maya-Schrift präsentierte.

## Leben
Nachdem Einmarsch der Roten Armee 1945 in Berlin, wurden aus den Beständen der Berliner Preußischen Staatsbibliothek  u. a. die Reproduktion der Maya-Handschrift Dresdner Kodex und eine Abschrift des Buches Relación de las cosas de Yucatán von Diego de Landa, in die UdSSR gebracht. Dort gelangen die Dokumente in die Lomonossow-Universität Moskau, wo Knorosow die Entzifferung der Maya-Hieroglyphen zum Thema seiner Diplomarbeit bei Sergei Pawlowitsch Tolstow machte.
Diese Arbeit wurde in der Zeitschrift Sowetskaja Etnografija 1952 veröffentlicht. 1955 wurde er nach Verteidigung seiner Dissertation über Diego de Landas Relación de las cosas de Yucatán als historisch-ethnographische Quelle zum Doktor der Geschichtswissenschaften promoviert. Er arbeitete im Moskauer Miklucho-Maklai-Instituts für Ethnologie der Akademie der Wissenschaften der UdSSR (AN-SSSR, seit 1991 Russische Akademie der Wissenschaften (RAN)). Zu seinen Schülerinnen gehörten Margarita Fjodorowna Albedil, Galina Gawrilowna Jerschowa und Irina Konstantinowna Fjodorowa.
Knorosow erkannte, dass die Schrift der Maya etwa gleich viele Zeichen aufweist wie das Mittelägyptische. Ferner vermutete er, dass Diego de Landa das Prinzip einer Silbenschrift nicht verstanden hatte, und das sogenannte Landa-Alphabet deshalb viele Zeichen mehrfach aufführte. Das Zeichen für chikin (Westen) war den Forschern bekannt. Knorosow zeigte, dass das eine Zeichen chi zu lesen ist, und das andere das Logogramm für kin (Sonne) ist.
Im Codex Madrid erscheint Landas ku-Zeichen zusammen mit chi über dem Bild des Geier-Gottes. Da Geier auf Yukatek kuch heißt, muss die Glyphenfolge also ku-ch(i) zu lesen sein.
J. E. S. Thompson, der führende britische Mayaarchäologe und Epigraph der 1950er und 1960er Jahre, tat Knorosows Erkenntnis als marxistische Propaganda ab und setzte durch, dass die Arbeit Knorosows im Westen mehrheitlich nicht ernst genommen wurde. Nach Thompsons Tod setzten sich Knorosows Annahmen aber allmählich durch und bildeten die Grundlage für weitere Entzifferungen. Für seine Verdienste um die Entzifferung der Maya-Schrift erhielt er von der mexikanischen Regierung den Orden vom Aztekischen Adler.

## Werke
- Drevnyaya pis’mennost’ Tsentral’noy Ameriki. In: Sovetskaya Etnografiya. Band 3, 1952, S. 100–118.
- La antigua escritura de los pueblos de America Central. Biblioteca Obrera / Akademia Nauk USSR, Mexiko-Stadt / Moskau 1954.
- Diego de Landa. Soobshchenie o delakh v Yukatani, 1566. Akademia Nauk USSR, Moskau 1956.
- Pis'mennost Indeitsev Maiia. Akademia Nauk USSR, Moskau 1963.
- The Writing of the Maya Indians (= Russian Translation Series of the Peabody Museum of Archaeology and Ethnology. Band  IV). 1967.